# Mississippi Public Broadcasting
Mississippi Public Broadcasting (MPB) es la red estatal de radiodifusión pública que presta servicios en el estado estadounidense de Mississippi. Es propiedad de la Autoridad de Televisión Educativa de Mississippi (MAET), una agencia del gobierno estatal que posee las licencias para todas las estaciones miembros de PBS y NPR en el estado. La sede de MPB está ubicada en Ridgewood Road en el noreste de Jackson.

## Historia
Mississippi llegó relativamente tarde a la radiodifusión pública. A fines de la década de 1960, era el único estado al este del río Mississippi sin una estación de televisión educativa con licencia dentro de sus fronteras. Las únicas áreas del estado que recibieron una señal clara de una estación de National Educational Television (NET) o PBS fueron los condados del noroeste (desde Memphis ' WKNO) y los condados a lo largo de la Costa del Golfo (desde Nueva Orleans ' WYES-TV y Mobile ' s Salida de televisión educativa de Alabama, WEIQ).
Finalmente, en 1969, la Legislatura de Misisipi creó la Autoridad de Televisión Educativa de Misisipi para crear un servicio de televisión educativa enfocado localmente para Misisipi. Después de casi un año de planificación, WMAA (canal 29, ahora WMPN-TV) en Jackson debutó el 1 de febrero de 1970 como la primera estación de televisión educativa del estado. Inmediatamente se unió a PBS. La transmisión inicial fue escrita por Jeanne Lucket y producida y codirigida por Mims Wright, entonces Director de Asuntos Públicos en WLBT, afiliada de Jackson NBC, y Joe Root, Gerente de Producción de WLBT.
Solo cuatro meses después de comenzar sus operaciones, WMAA recibió una atención nacional no deseada cuando se negó a transmitir Sesame Street debido a su elenco racialmente integrado. Esa decisión fue revocada 22 días después después de una protesta nacional. Otras seis estaciones comenzaron a operar en los años siguientes, y la red estatal se conoció como Mississippi Educational Television, o simplemente ETV .
La radio pública llegó incluso más tarde, llegando al estado en 1983. Eventualmente, Public Radio in Mississippi (PRM) se expandió a ocho estaciones en todo el estado.
En 2005, MAET adoptó "Mississippi Public Broadcasting" como una marca general al aire para todas las operaciones de radio y televisión.

## Programación educativa
Desde sus inicios, MPB ha producido muchos programas de televisión educativos o instructivos desde sus estudios Jackson. Una lista parcial incluye Tomes & Talismans, The Write Channel, The Clyde Frog Show, About Safety, Ticktock Minutes, Zebra Wings, Posie Paints, Project Survival, The Metric System, Media Mania y Between the Lions.